# Tourcoing Lille Métropole Volley-Ball 2019-2020
Questa voce raccoglie le informazioni riguardanti il Tourcoing Lille Métropole Volley-Ball nelle competizioni ufficiali della stagione 2019-2020.

## Organigramma societario
Area direttiva
- Presidente: Pascal Lahousse

Area tecnica
- Allenatore: Igor Juričić
- Allenatore in seconda: Sebastien Delebarre

## Rosa
| N° | Nome                | Ruolo | Data di nascita   | Nazionalità sportiva |
| -- | ------------------- | ----- | ----------------- | -------------------- |
| 1  | Julien Lemay        | L     | 17 maggio 1982    | Francia              |
| 2  | Brandon Koppers     | S     | 9 settembre 1995  | Canada               |
| 3  | Nicholas Butler     | P     | 27 giugno 1997    | Croazia              |
| 4  | Julien Legrand      | L     | 12 luglio 2000    | Francia              |
| 5  | Loïc Munuohalalo    | O     | 26 febbraio 2002  | Francia              |
| 6  | Lucas Lilembo       | O     | 13 luglio 1996    | Francia              |
| 7  | Raphaël Pascal      | C     | 19 agosto 1996    | Francia              |
| 8  | Eliot Coulet        | P     | 25 febbraio 2002  | Francia              |
| 9  | Max Chamberlain     | C     | 24 febbraio 1997  | Stati Uniti          |
| 10 | Pedro Rangel        | P     | 16 settembre 1988 | Messico              |
| 11 | Miran Kujundžić     | S     | 19 giugno 1997    | Serbia               |
| 12 | Gauthier Bonnefoy   | S     | 11 giugno 1995    | Francia              |
| 13 | Ronald Jiménez      | O     | 9 gennaio 1990    | Colombia             |
| 14 | Miquel Ángel Fornés | C     | 6 settembre 1993  | Spagna               |
| 15 | David Fiel          | C     | 28 marzo 1993     | Cuba                 |

## Risultati

### Coppa di Francia

#### Fase a eliminazione diretta
| Primo turno - 22 ottobre 2019 Salle Pierre Charpy, Parigi | Paris | 3 - 2 | Tourcoing | 32-30, 22-25, 25-23, 18-25, 16-14 |